# Ваче Маміконян
Ваче Маміконян (вірм. Վաչե Մամիկոնյան; д/н —335/337) — державний і військовий діяч царства Велика Вірменія.

## Життєпис
Син Артавазда I, першого відомого представника роду Маміконянів. Ймовірно здобув військові знання під орудою батька, що з 300 року був спарапетом. 330 року після сходження на трон Хосрова III і призначається спарапетом.
Невдовзі йому було доручено винищити роди Манавазянів, володарі Манавазкерта, та Ордунні, володарів Ордору, які відкинули спроби царя замирити їх між собою й навпаки сплюндрували царський палац. Маміконян чітко виконав наказав, винищивши усіх чоловічих представникі вобох родів.
За цим спільно з Вааном Аматуні придушив заколот Датабена Бзнуні, який запросив на допомогу персів. Його майно було конфісковано.
335/337 року, коли Санатрук, цар маскутів, вдерся до царства й взяв в облогу Хосрова III в фортеці Таріунк, то Ваче Маміконян спільно з Багратом I Багратуні, іншими нахарарами і римськими військами звільнив царя від облоги, завдав поразки Санатруку біля Валаршапана, а потім — Ошакана, де Санатрук загинув. Невдовзіза цим помер й Ваче Маміконянн.

## Родина
- Артавазд (д/н—350), спарапет
- донька, дружина нахарара Аршавера I Камсаракана
- донька Антока II, ішхана Сюніка